# Oblastní rada Eškol
Oblastní rada Eškol (hebrejsky מועצה אזורית אשכול‎, mo'aca ezorit Eškol) je oblastní rada v Jižním distriktu v Izraeli.
Rozkládá se na ploše 760 km² na severozápadním okraji Negevské pouště. Tato zemědělsky využívaná oblast je od 2. poloviny 20. století intenzivně zúrodňována a zavlažována a ztratila téměř charakter pouštní krajiny. Jde o zemědělsky obdělávaný pás přiléhající k pásmu Gazy a navazující na pobřežní nížinu. Jižně od tohoto sídelního pásu ovšem ostře začíná zcela aridní oblast pouštního typu zvaná Cholot Chaluca.
Území oblastní rady se nachází západně od měst Netivot a Ofakim. Na severozápadě hraničí s Pásmem Gazy, na západě se okraj jejího území kryje s izraelsko-egyptskou hranicí, na východě s oblastní radou Bnej Šim'on.

## Dějiny

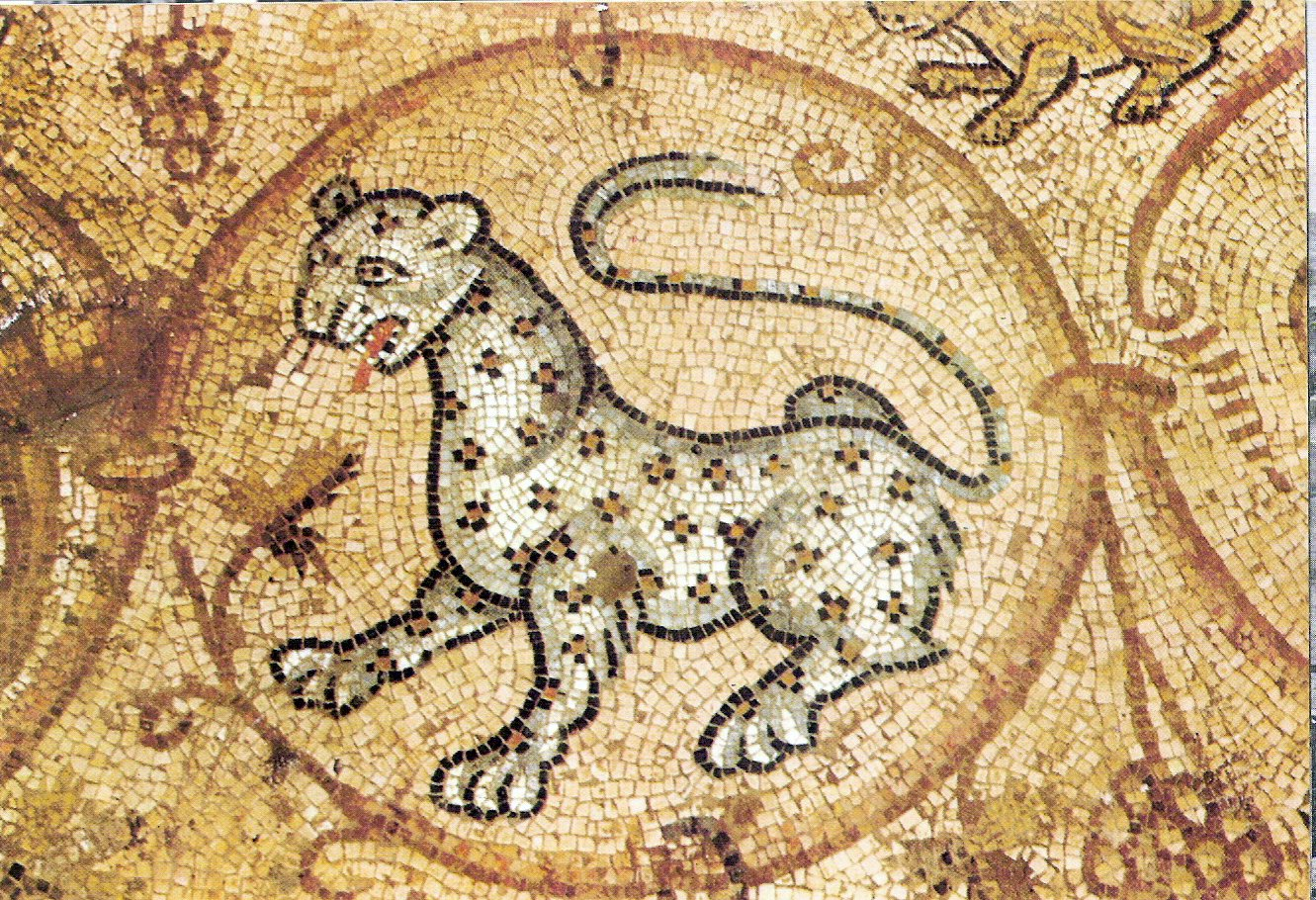
Mozaika na podlaze starodávné synagogy Ma'on odkrytá v kibucu Nirim

Židovská sídelní síť zde začala vznikat už ve 40. letech 20. století na sklonku éry mandátní Palestiny, například vesnice Gvulot (1943) nebo Be'eri (1946). Jednalo se ale jen o izolované opěrné body, které nicméně sehrály významnou roli během války za nezávislost v roce 1948. Tehdy region opustila nepočetná arabská populace. Plánovitě zde pak došlo k zřízení soustavy židovských zemědělských vesnic.
Oblastní rada Eškol byla založena roku 1951. Tehdy ovšem ještě pod názvem oblastní rada Chevel Ma'on. V roce 1969 přijala nynější jméno, na počest zesnulého izraelského premiéra Leviho Eškola.
Osidlování oblasti pokračovalo hluboko do 20. století. V 80. letech vznikl takto nově blok osad Chevel Šalom situovaný do nejzápadnějšího výběžku izraelského území, poblíž egyptských hranic. Impulzem k jeho zřízení byl zánik židovských osad na Sinajském poloostrově v důsledku podpisu egyptsko-izraelské mírové smlouvy. Poté, co byla Sinaj vrácena Egyptu a tamní židovské osady zrušeny, přestěhovali se mnozí osadníci právě sem. Dalším podnětem pro rozvoj sídelní sítě v prostoru této oblastní rady byla masová imigrace Židů z bývalého SSSR počátkem 90. let 20. století (vznik obce Avšalom) a také zrušení židovských osad v pásmu Gazy v rámci plánu jednostranného stažení roku 2005 (přesídlení některých Židů z Gazy do zdejších vesnic). Pro tyto evakuované Židy zde vznikají nové osady Bnej Necarim a Nave. Poblíž egyptské hranice byla roku 2011 založena vesnice Šlomit.
Rada má velké pravomoci zejména v provozování škol, územním plánování a stavebním řízení nebo v ekologických otázkách. Sídlo úřadů oblastní rady se nachází ve vesnici Magen.
Část území rady se nachází v těsné blízkosti pásma Gazy, kvůli čemuž je častým cílem palestinských raketových útoků V březnu 2006 byl ve zdejším kibucu Ejn ha-Šloša zaznamenán výskyt ptačí chřipky. V důsledku vypuknutí této choroby uvalil ministr zemědělství Ze'ev Boim přísná opatření jak na kibuc Ejn ha-Šloša, tak na další tři kibucy této oblastní rady, konkrétně na kibucy Kisufim, Nirim a Cholit. Součástí bezpečnostních opatření bylo vybití stovek tisíc kusů drůbeže ve zmíněných kibucech.

## Seznam sídel
Oblastní rada Eškol sdružuje celkem 14 kibuců, 15 mošavů a 2 společné osady. Z nich ovšem pouze 28 je uznáváno vládou jako oficiálně samostatné obce. Ostatní mají členský status v oblastní radě, ale zatím nejsou statisticky evidovány jako administrativní jednotky.
Kibucy
- Be'eri
- Ce'elim
- Ejn ha-Šloša
- Gvulot
- Cholit
- Kerem Šalom
- Kisufim
- Magen
- Nir Oz
- Nir Jicchak
- Nirim
- Re'im
- Sufa
- Urim

Mošavy
- Ami'oz
- Bnej Necarim
- Dekel
- Ejn ha-Besor
- Jated
- Ješa
- Jevul
- Mivtachim
- Nave
- Ohad
- Pri Gan
- Sdej Avraham
- Sde Nican
- Talmej Elijahu
- Talmej Josef

Společné osady
- Avšalom
- Cochar
- Šlomit

## Demografie

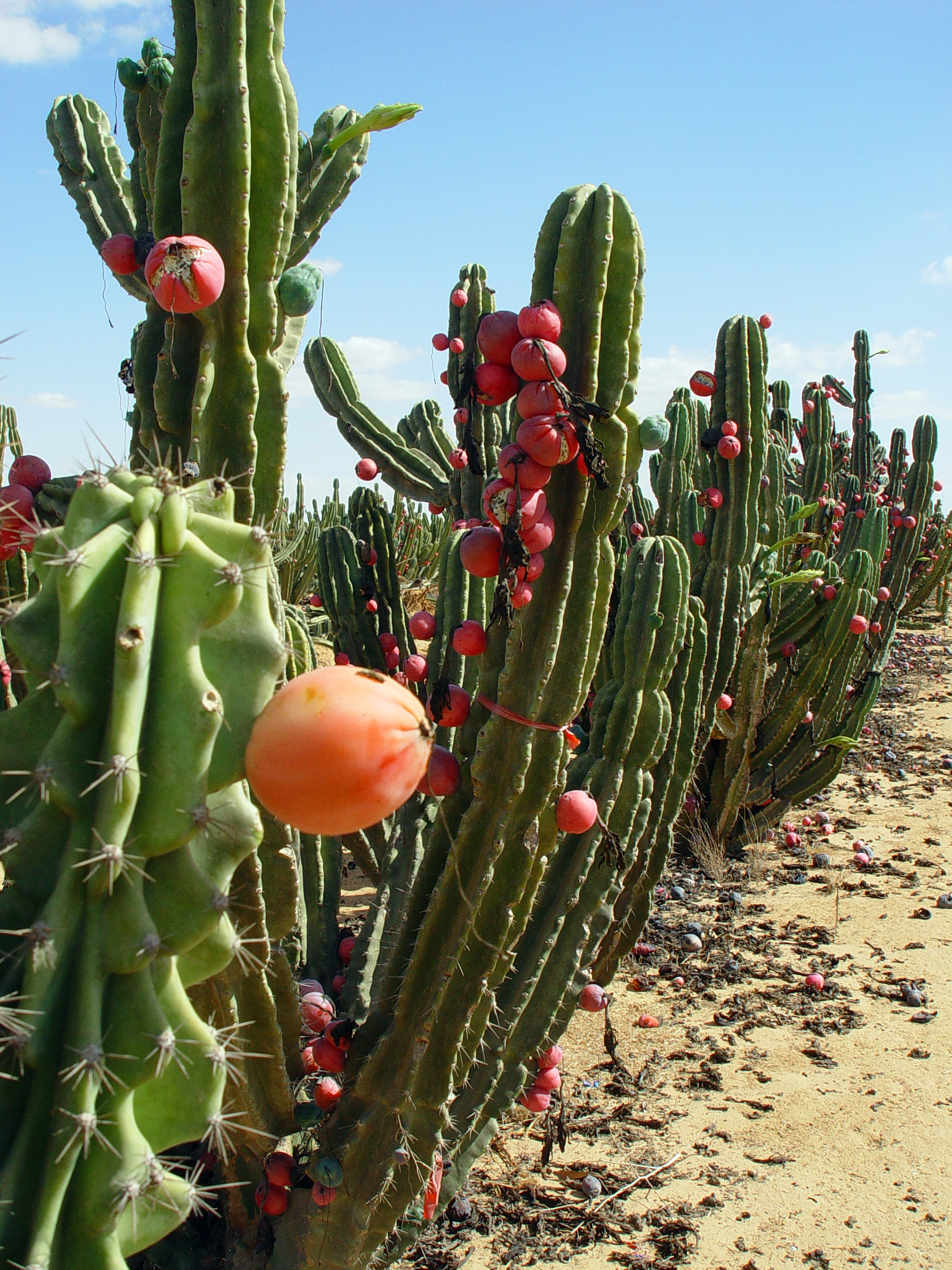
Rostliny Pitahaya pěstované v mošavu Sde Nican

K 31. prosinci 2014 žilo v oblastní radě Eškol 12 800 obyvatel. Z celkové populace bylo 12 300 Židů. Včetně statistické kategorie „ostatní“ tedy nearabští obyvatelé židovského původu, ale bez formální příslušnosti k židovskému náboženství jich bylo 12 700.
Podle Centrálního statistického úřadu žilo v oblastní radě k roku 2006 celkem 9 300 obyvatel a obyvatelstvo rady bylo téměř výhradně židovské (96,7 %). Roční přírůstek činil 4,6 %.
| Rok            | 1961  | 1972  | 1983  | 1995  | 2006  | 2008   | 2009   | 2010   | 2011   | 2012   | 2013   | 2014   |
| -------------- | ----- | ----- | ----- | ----- | ----- | ------ | ------ | ------ | ------ | ------ | ------ | ------ |
| Počet obyvatel | 2 500 | 3 600 | 7 000 | 8 300 | 9 300 | 10 400 | 10 700 | 11 000 | 11 200 | 11 700 | 12 000 | 12 800 |